# 卡迈克尔陨石坑
卡迈克尔陨石坑（Carmichael）是位于月球正面爱湾东侧的一座小撞击坑，其名称取自美国心理学家伦纳德·卡迈克尔（1898年-1973年），1973年被国际天文学联合会批准接受。

## 描述

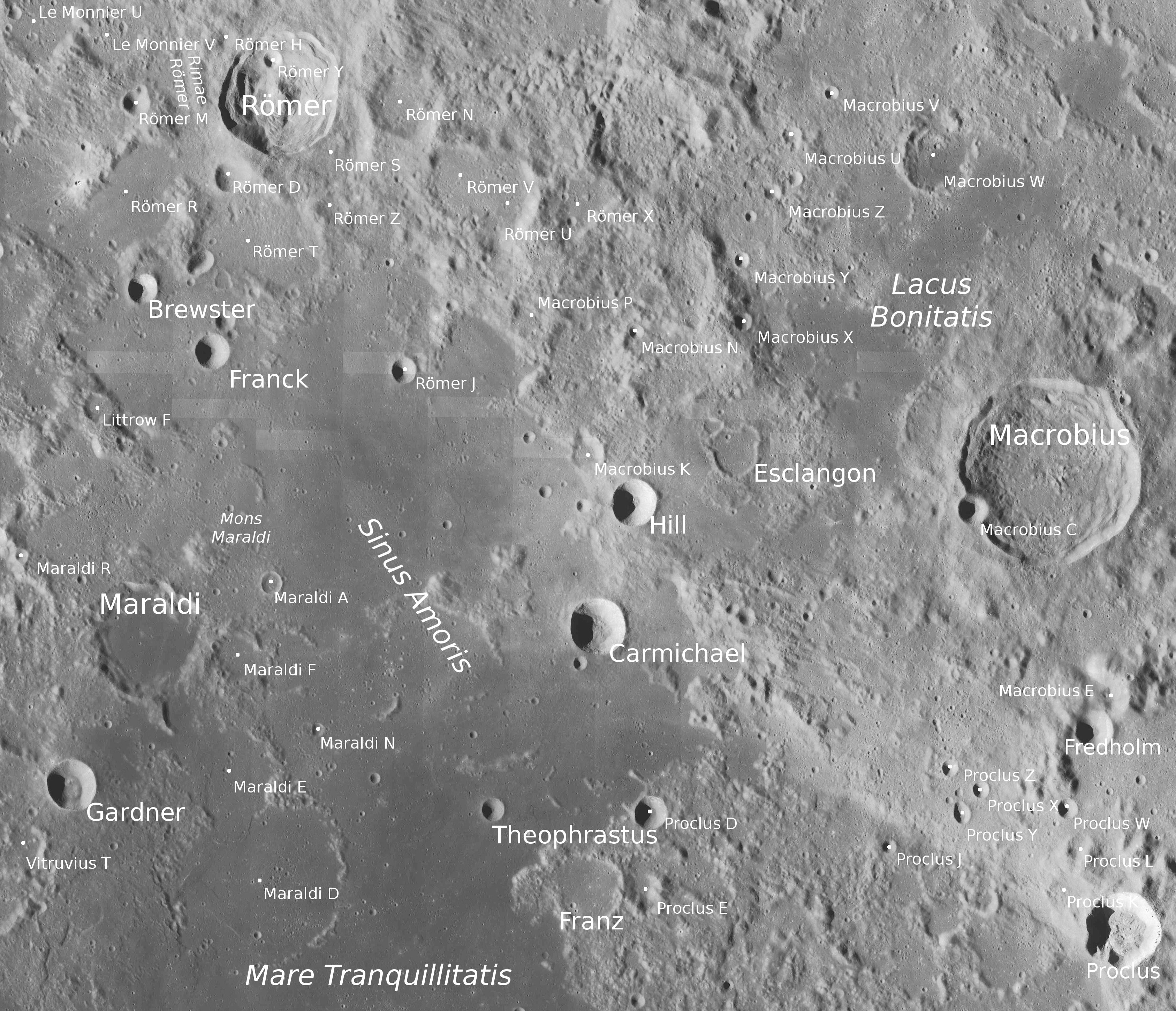
卡迈克尔陨石坑的周边，月球勘测轨道飞行器拍摄。

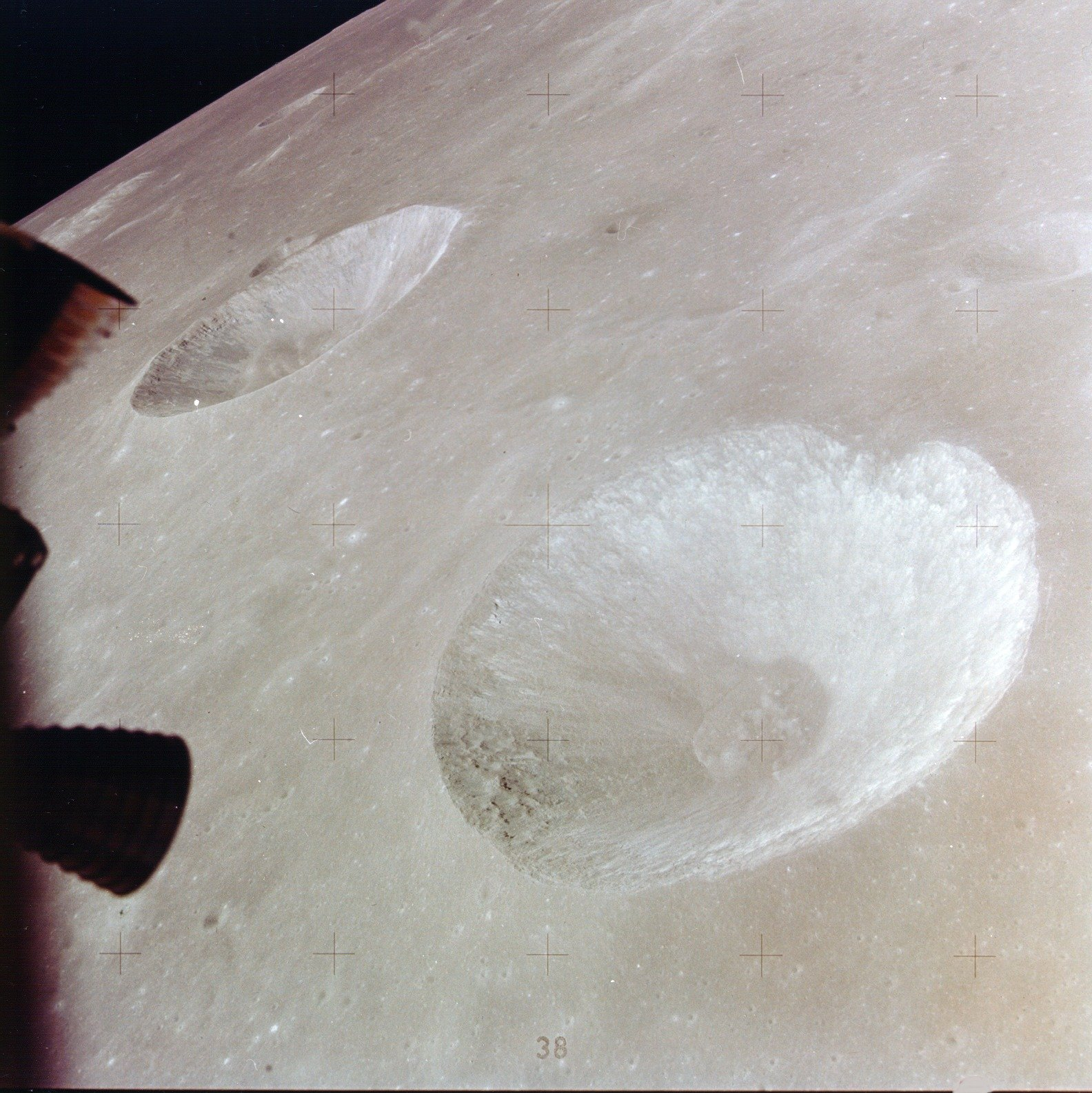
阿波罗15号拍摄的卡迈克尔陨石坑（左上）和希尔陨石坑（右下），美国宇航局图片。

该陨坑西侧及西北分别毗邻马拉尔第陨石坑和弗兰克陨石坑、东北偏北靠近希尔陨石坑，醒目的马克罗比乌斯环形山和较小的弗雷德霍姆陨石坑分别位于它的东北偏东和东南偏东，南面和西南则坐落了已磨损的弗朗茨陨石坑和年轻的泰奥弗拉斯托斯陨石坑。卡迈克尔陨坑西面邻接爱湾、北面横亘着嶙峋的金牛山脉、东北和东南分别坐落了仁慈湖和睡沼，而西南则是静海的东北边沿。该陨坑中心月面坐标为19°32′N 40°22′E / 19.53°N 40.36°E，直径19.73公里，深约1.769公里。
卡迈克尔陨石坑外观轮廓大体圆状，带有一个相对平坦的小坑底，内侧坡较为平整和缓，沿东侧内坡底分布有一些低矮的岩屑堆，而西侧外壁则连接一座突出的小撞击坑。卡迈克尔陨坑坑壁最大高出周边地形780米，内部容积约233.52立方公里，沿边缘和坑底均没有覆盖较醒目的小陨坑。
该陨坑形态特征隶属于“SOS 型”（以该类陨石坑的典型代表—索西琴尼陨石坑所命名），并被月球和行星观测协会（ALPO）列入《带有明亮射纹系统的撞击坑列表》。
在1973年被国际天文学联合会正式命名前，该陨坑曾被称作卫星坑“马克罗比乌斯 A”。

## 另请参阅
- Andersson, L. E.; Whitaker, E. A. . NASA RP-1097. 1982.
- Blue, Jennifer. . USGS. July 25, 2007  [2007-08-05]. （原始内容存档于2012-04-08）.
- Bussey, B.; Spudis, P. . New York: Cambridge University Press. 2004. ISBN 978-0-521-81528-4.
- Cocks, Elijah E.; Cocks, Josiah C. . Tudor Publishers. 1995. ISBN 978-0-936389-27-1.
- McDowell, Jonathan. . Jonathan's Space Report. July 15, 2007  [2007-10-24]. （原始内容存档于2012-05-26）.
- Menzel, D. H.; Minnaert, M.; Levin, B.; Dollfus, A.; Bell, B. . Space Science Reviews. 1971, 12 (2): 136–186. Bibcode:1971SSRv...12..136M. doi:10.1007/BF00171763.
- Moore, Patrick. . Sterling Publishing Co. 2001. ISBN 978-0-304-35469-6.
- Price, Fred W. . Cambridge University Press. 1988. ISBN 978-0-521-33500-3.
- Rükl, Antonín. . Kalmbach Books. 1990. ISBN 978-0-913135-17-4.
- Webb, Rev. T. W.  6th revised. Dover. 1962. ISBN 978-0-486-20917-3.
- Whitaker, Ewen A. . Cambridge University Press. 1999. ISBN 978-0-521-62248-6.
- Wlasuk, Peter T. . Springer. 2000. ISBN 978-1-85233-193-1.